# Audi R8 LMS GT3
L'Audi R8 LMS GT3 est une voiture de course du groupe GT3 développée sur la base de l'Audi R8 de deuxième génération. Les ventes ont débuté en septembre 2015. Les équipes d'usine d’Audi, Audi Sport Team WRT et Audi Sport Team Phoenix, avaient déjà utilisé le véhicule à des fins de test et d'essai lors de diverses courses. La voiture est la successeur de l'Audi R8 LMS ultra de 2012.

## Technologie
La carrosserie autoportante, connue sous le nom d'Audi Space Frame (ASF), est fabriquée dans une construction hybride de polymère renforcé de fibres de carbone et d’aluminium avec une cage de sécurité en acier. Les pièces de carrosserie sont en polymère renforcé de fibres de carbone et en aluminium. La voiture est équipée d'un moteur V10 de 5,2 litres développant 430 kW/585 ch avec un angle d'inclinaison des cylindres de 90 degrés et quatre soupapes par cylindre. Les autres caractéristiques comprennent un arbre à cames en tête et l'injection directe de carburant. Le nettoyage des gaz d'échappement est effectué par deux convertisseurs catalytiques de course. La puissance est transmise via une boîte de vitesses sport séquentielle à 6 rapports à commande pneumatique avec palettes au volant pour les changements de vitesse. L'Audi R8 LMS a une suspension indépendante avec des doubles triangles et des jambes de force avec des ressorts hélicoïdaux, des amortisseurs réglables et des barres anti-roulis réglables à l'avant et à l'arrière.
En 2019, l'Audi R8 LMS GT3 a été équipée pour la première fois de la technologie steer-by-wire et d'un volant à retour de force de Paravan. Cela en a fait la première voiture sans colonne de direction mécanique à être approuvée par l'Association allemande du sport automobile. Elle est en action en DTM depuis 2021.

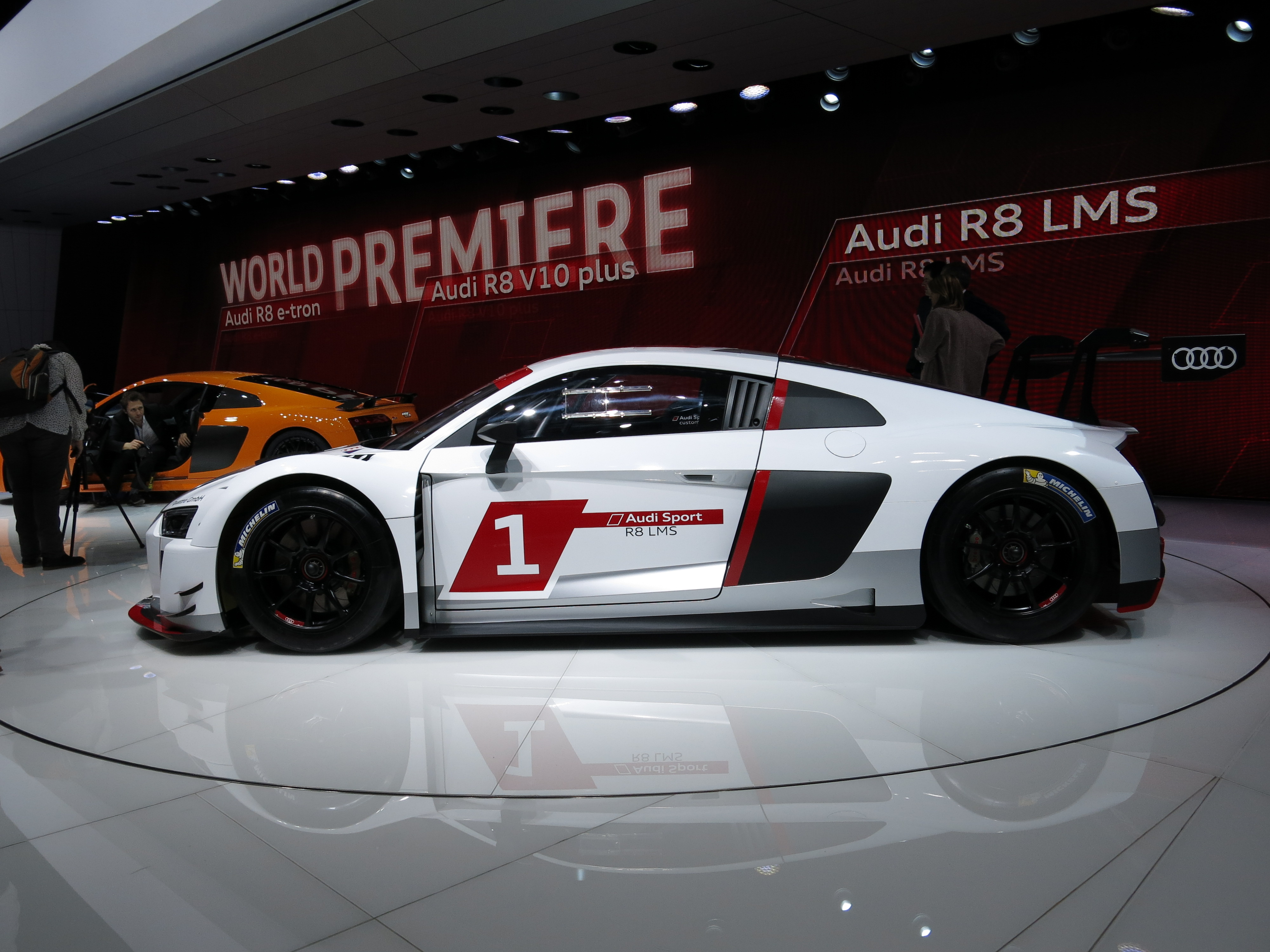
Première mondiale de l’Audi R8 LMS.
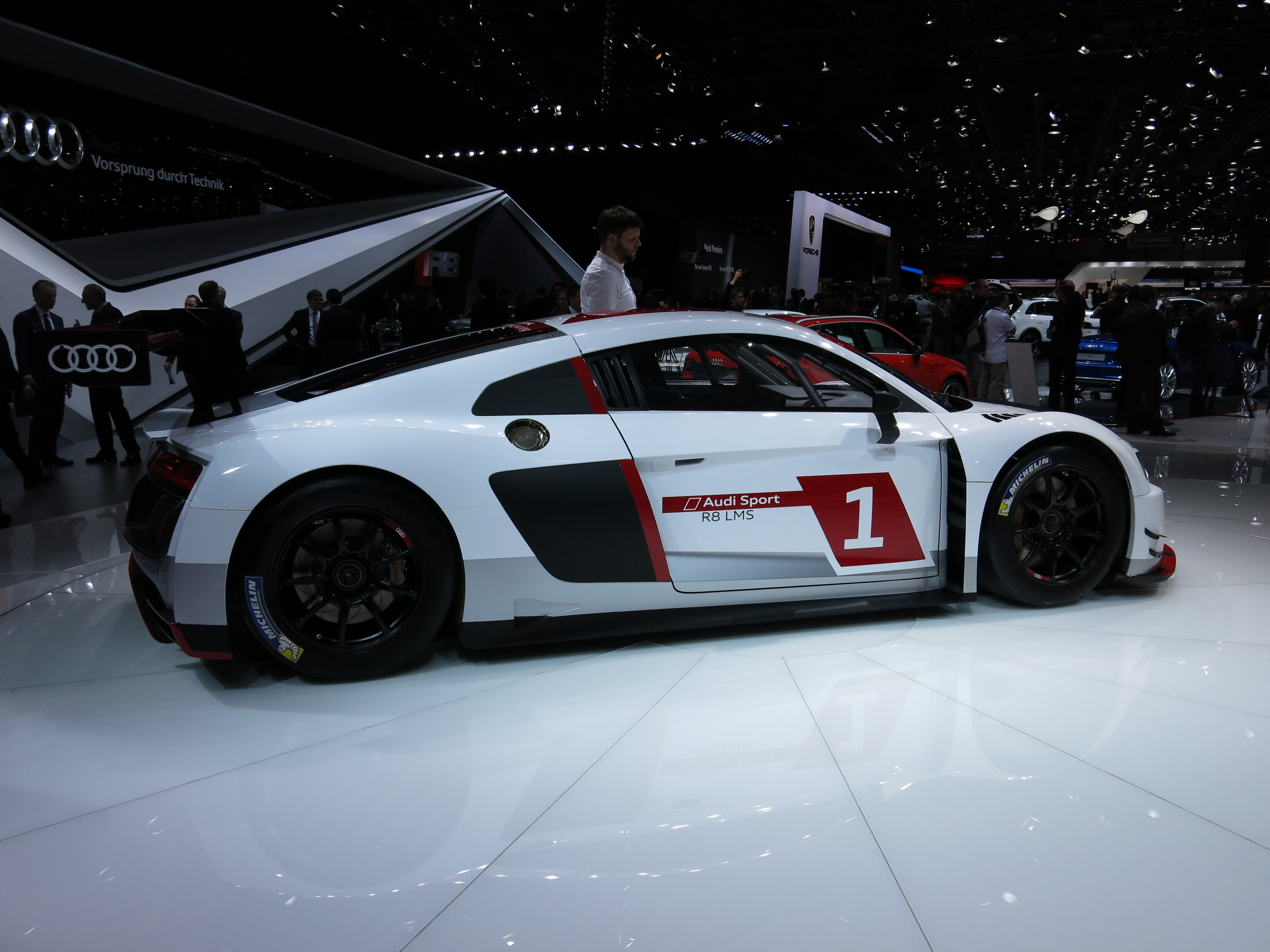
Première mondiale de l’Audi R8 LMS.
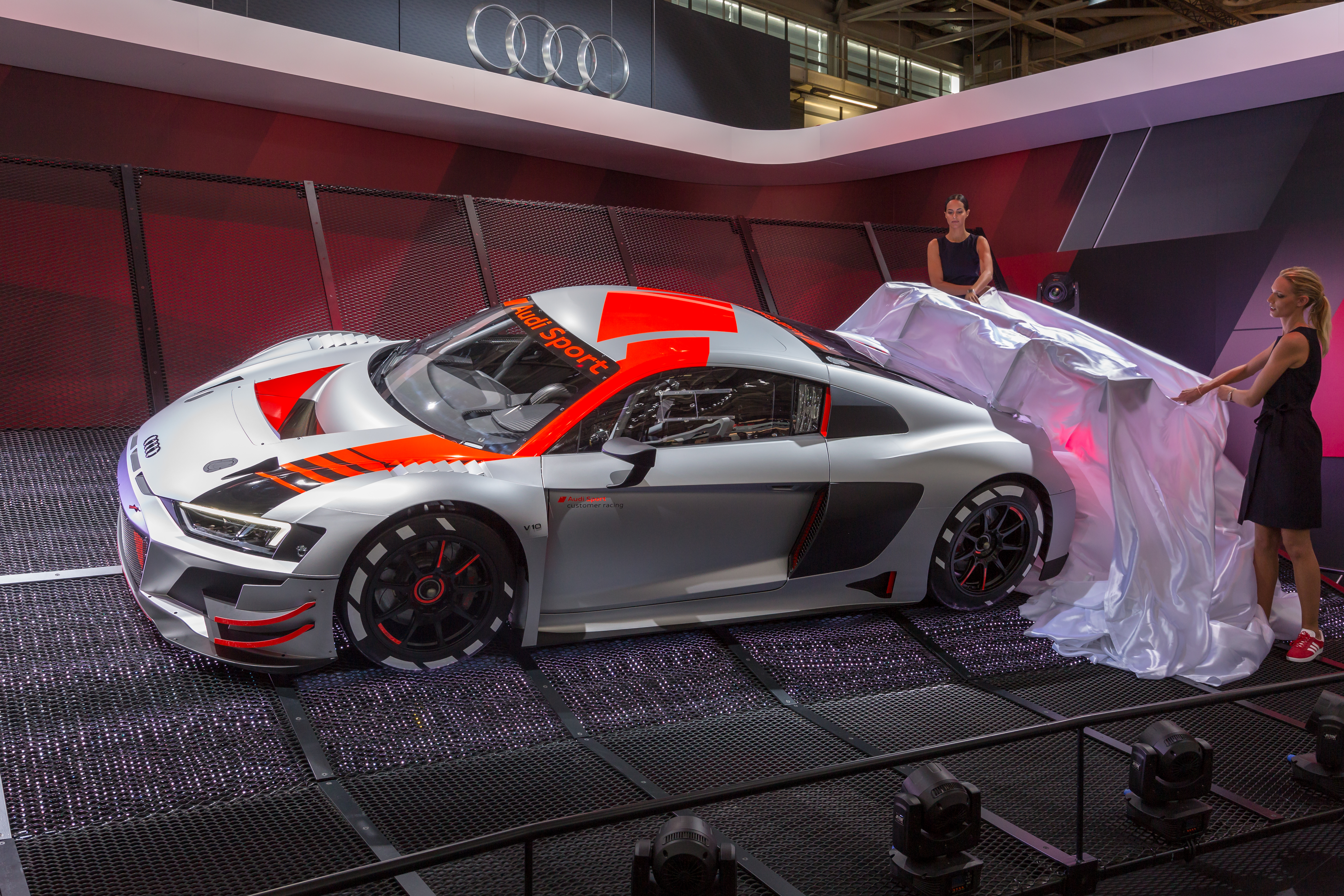
Deuxième génération.
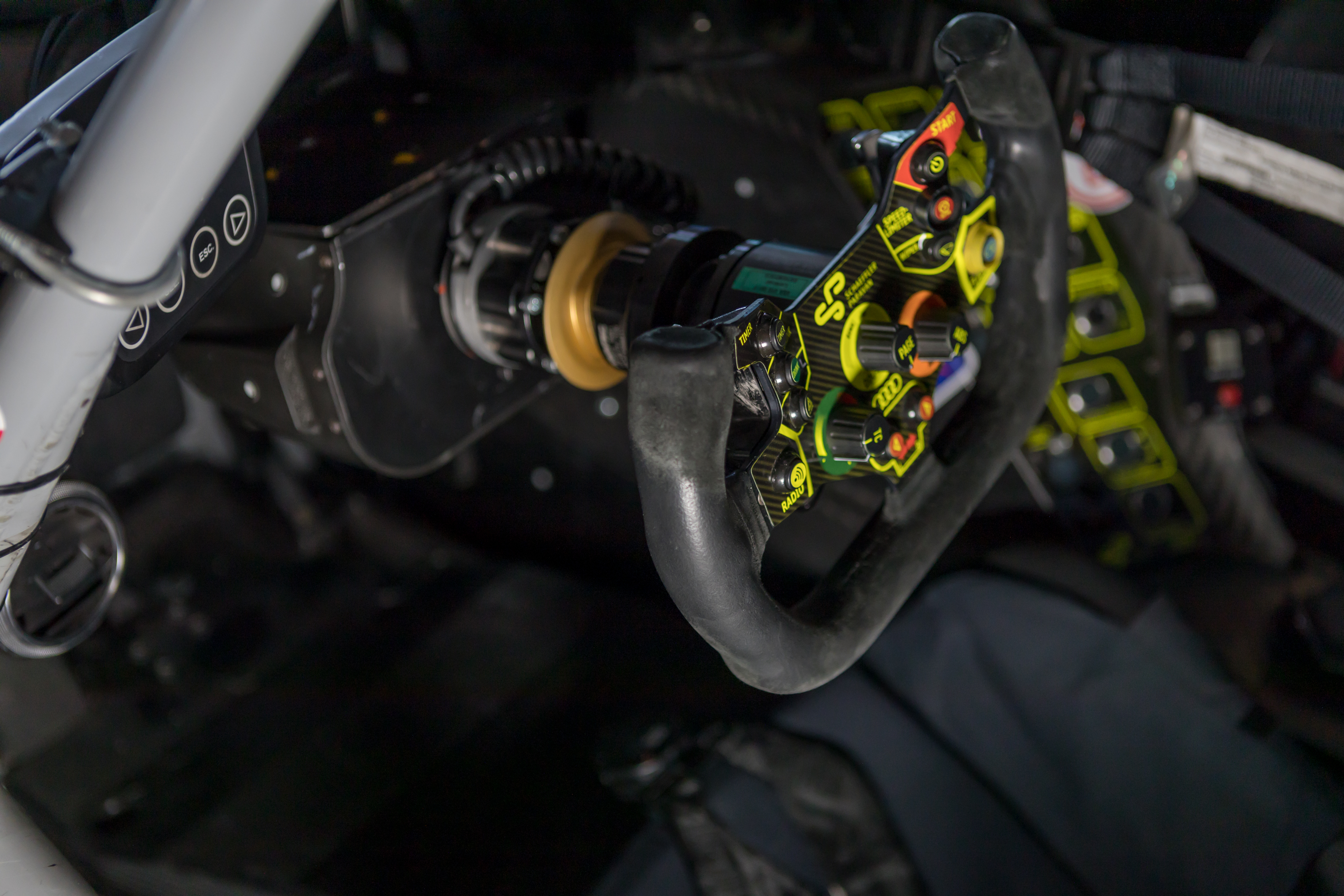
Vue dans le cockpit en 2022 : technologie steer-by-wire de Paravan.

## Courses
L'équipage en gras est l'équipage gagnant.

### 24 Heures du Nürburgring2015
Équipage de conduite :
| Nr. | Équipe                            | Véhicule    | Pneus | Pilote                      | Pilote                      | Pilote                      | Pilote                      | Classement |
| --- | --------------------------------- | ----------- | ----- | --------------------------- | --------------------------- | --------------------------- | --------------------------- | ---------- |
| 1   | Allemagne Audi Sport Team Phoenix | Audi R8 LMS | M     | Allemagne Christopher Haase | Allemagne Christian Mamerow | Allemagne René Rast         | Allemagne Markus Winkelhock | NPF        |
| 4   | Allemagne Audi Sport Team Phoenix | Audi R8 LMS | M     | Allemagne Marc Basseng      | Suisse Marcel Fässler       | Allemagne Mike Rockenfeller | Allemagne Frank Stippler    | NPF        |
| 28  | Belgique Audi Sport Team WRT      | Audi R8 LMS | M     | Allemagne Christopher Mies  | Suisse Nico Müller          | Suède Edward Sandström      | Belgique Laurens Vanthoor   | 1          |
| 29  | Belgique Audi Sport Team WRT      | Audi R8 LMS | M     | Allemagne Christer Jöns     | Allemagne Pierre Kaffer     | Danemark Nicki Thiim        | Belgique Laurens Vanthoor   | 7          |

### 24 Heures de Spa-Francorchamps 2015
Équipage de conduite :
| Nr. | Équipe                            | Véhicule    | Pneus | Pilote                      | Pilote                     | Pilote                      | Classement |
| --- | --------------------------------- | ----------- | ----- | --------------------------- | -------------------------- | --------------------------- | ---------- |
| 1   | Belgique Audi Sport Team WRT      | Audi R8 LMS | P     | Allemagne René Rast         | Belgique Laurens Vanthoor  | Allemagne Markus Winkelhock | 21         |
| 2   | Belgique Audi Sport Team WRT      | Audi R8 LMS | P     | Suisse Nico Müller          | Monaco Stéphane Ortelli    | Allemagne Frank Stippler    | 2          |
| 5   | Allemagne Audi Sport Team Phoenix | Audi R8 LMS | P     | Allemagne Christian Mamerow | Allemagne Christopher Mies | Danemark Nicki Thiim        | 3          |
| 6   | Allemagne Audi Sport Team Phoenix | Audi R8 LMS | P     | Suisse Marcel Fässler       | Allemagne André Lotterer   | Allemagne Mike Rockenfeller | 5          |

### 24 Heures de Dubaï2016
Équipage de conduite :
| Nr. | Équipe                              | Véhicule    | Pneus | Pilote                      | Pilote                        | Pilote                      | Pilote                         | Pilote                       | Classement |
| --- | ----------------------------------- | ----------- | ----- | --------------------------- | ----------------------------- | --------------------------- | ------------------------------ | ---------------------------- | ---------- |
| 4   | Allemagne C.ABT Racing              | Audi R8 LMS | H     | Allemagne Christer Jöns     | Allemagne Andreas Weishaupt   | Espagne Isaac Tutumlu Lopez | Finlande Matias Henkola        | Allemagne Daniel Abt         | 3          |
| 14  | Angleterre Optimum Motorsport       | Audi R8 LMS | H     | Angleterre Flick Haigh      | Pays de Galles Ryan Ratcliffe | Angleterre Joe Osborne      | Allemagne Frank Stippler       |                              | 5          |
| 19  | Belgique Belgian Audi Club Team WRT | Audi R8 LMS | H     | France Alain Ferté          | Angleterre Michael Meadows    | Angleterre Stuart Leonard   | Belgique Laurens Vanthoor      |                              | 1          |
| 28  | Allemagne Land Motorsport GmbH      | Audi R8 LMS | H     | Allemagne Marc Basseng      | Allemagne Christopher Mies    | Allemagne Carsten Tilke     | États-Unis Connor De Phillippi |                              | NPF        |
| 33  | Allemagne Car Collection Motorsport | Audi R8 LMS | H     | Allemagne Markus Winkelhock | Allemagne Claudia Hürtgen     | Allemagne Heinz Schmersal   | Allemagne Pierre Ehret         | Allemagne Peter Schmidt      | NPF        |
| 34  | Allemagne Car Collection Motorsport | Audi R8 LMS | H     | Allemagne Ingo Vogler       | Allemagne Elmar Grimm         | Allemagne Max Edelhoff      | Allemagne Gustav Edelhoff      | Allemagne Johannes Kirchhoff | 7          |

### 24 Heures de Daytona 2016
Équipage de conduite :
| Nr. | Équipe                           | Véhicule    | Pneus | Pilote                    | Pilote                    | Pilote                       | Pilote                 | Classement |
| --- | -------------------------------- | ----------- | ----- | ------------------------- | ------------------------- | ---------------------------- | ---------------------- | ---------- |
| 6   | États-Unis Stevenson Motorsports | Audi R8 LMS | C     | Royaume-Uni Robin Liddell | États-Unis Andrew Davis   | États-Unis Lawson Aschenbach | États-Unis Matt Bell   | 14         |
| 9   | États-Unis Stevenson Motorsports | Audi R8 LMS | C     | Australie Kenny Habul     | États-Unis Boris Said III | États-Unis Dion von Moltke   | France Tristan Vautier | 7          |
| 44  | États-Unis Magnus Racing         | Audi R8 LMS | C     | États-Unis John Potter    | États-Unis Andy Lally     | Allemagne Marco Seefried     | Allemagne René Rast    | 1          |

### 12 Heures de Bathurst2016
Équipage de conduite :
| Nr. | Équipe                                 | Véhicule    | Pneus | Pilote                     | Pilote                      | Pilote                   | Classement |
| --- | -------------------------------------- | ----------- | ----- | -------------------------- | --------------------------- | ------------------------ | ---------- |
| 2   | Allemagne Phoenix Racing               | Audi R8 LMS | M     | Belgique Laurens Vanthoor  | Allemagne Markus Winkelhock | Australie Alex Davison   | 4          |
| 5   | Australie GT Motorsport                | Audi R8 LMS | P     | Australie Greg Taylor      | Australie Barton Mawer      | Australie Nathan Antunes | 6          |
| 74  | Australie Melbourne Performance Centre | Audi R8 LMS | P     | Allemagne Christopher Mies | Allemagne Christopher Haase | Italie Marco Mapelli     | NPF        |
| 75  | Australie Melbourne Performance Centre | Audi R8 LMS | P     | Australie Steve McLaughlin | Allemagne René Rast         | Australie Garth Tander   | 8          |

### 24 Heures du Nürburgring 2016
Équipage de conduite :
| Nr. | Équipe                                  | Véhicule    | Pneus | Pilote                      | Pilote                         | Pilote                      | Pilote                          | Classement |
| --- | --------------------------------------- | ----------- | ----- | --------------------------- | ------------------------------ | --------------------------- | ------------------------------- | ---------- |
| 1   | Belgique Audi Sport Team WRT            | Audi R8 LMS | M     | Belgique Laurens Vanthoor   | Allemagne Christopher Mies     | Suisse Nico Müller          | Allemagne Pierre Kaffer         | 46         |
| 2   | Belgique Team WRT                       | Audi R8 LMS | M     | Royaume-Uni Stuart Leonard  | Pays-Bas Robin Frijns          | Suède Edward Sandström      | Belgique Frédéric Vervisch      | 8          |
| 5   | Allemagne Phoenix Racing                | Audi R8 LMS | D     | Allemagne Frank Stippler    | Danemark Anders Fjordbach      | Italie Edoardo Mortara      | Autriche Niki Mayr-Melnhof      | NPF        |
| 6   | Allemagne Audi Sport Team Phoenix       | Audi R8 LMS | M     | Allemagne Christopher Haase | Allemagne René Rast            | Allemagne Markus Winkelhock | Allemagne Frank Stippler        | NPF        |
| 10  | Allemagne Audi race experience          | Audi R8 LMS | M     | Hong Kong Marchy Lee        | Hong Kong Shaun Thong          | Chine Franky Cheng          | Malaisie Alex Yoong             | NPF        |
| 11  | Allemagne Audi race experience          | Audi R8 LMS | M     | Suède Micke Ohlsson         | Allemagne Christian Bollrath   | Allemagne Ralf Oeverhaus    | Allemagne Maximilian Hackländer | 14         |
| 16  | Allemagne Twin Busch Motorsport         | Audi R8 LMS | M     | Allemagne Marc Busch        | Allemagne Dennis Busch         | Allemagne René Rast         | Allemagne Christian Mamerow     | 10         |
| 28  | Allemagne Montaplast by Land-Motorsport | Audi R8 LMS | M     | Allemagne Marc Basseng      | États-Unis Connor De Phillippi | Allemagne Mike Rockenfeller | Allemagne Timo Scheider         | NPF        |
| 33  | Allemagne Car Collection Motorsport     | Audi R8 LMS | D     | Allemagne Andreas Ziegler   | Suisse Ronnie Saurenmann       | Allemagne Peter Schmidt     |                                 | 18         |

### 24 Heures de Spa-Francorchamps 2016
Équipage de conduite :
| Nr. | Équipe                              | Véhicule    | Pneus | Pilote                      | Pilote                      | Pilote                        | Pilote               | Classement |
| --- | ----------------------------------- | ----------- | ----- | --------------------------- | --------------------------- | ----------------------------- | -------------------- | ---------- |
| 1   | Belgique Belgian Audi Club Team WRT | Audi R8 LMS | P     | Royaume-Uni Will Stevens    | Belgique Dries Vanthoor     | Belgique Frédéric Vervisch    |                      | 29         |
| 2   | Belgique Belgian Audi Club Team WRT | Audi R8 LMS | P     | Pays-Bas Robin Frijns       | Royaume-Uni Stuart Leonard  | Royaume-Uni Michal Meadows    |                      | NPF        |
| 3   | Belgique Belgian Audi Club Team WRT | Audi R8 LMS | P     | Portugal Filipe Albuquerque | Brésil Rodrigo Baptista     | Brésil Sérgio Jimenez         |                      | 12         |
| 4   | Belgique Belgian Audi Club Team WRT | Audi R8 LMS | P     | Belgique Bertrand Baguette  | Allemagne Pierre Kaffer     | Belgique Adrien de Leener     |                      | 8          |
| 6   | Allemagne Audi Sport Team Phoenix   | Audi R8 LMS | P     | Allemagne Christopher Mies  | Allemagne Frank Stippler    | Allemagne Markus Winkelhock   |                      | 50         |
| 25  | France Saintéloc Racing             | Audi R8 LMS | P     | Italie Marco Bonanomi       | Belgique Fred Bouvy         | Belgique Christian Kelders    | France Marc Rostan   | 43         |
| 26  | France Saintéloc Racing             | Audi R8 LMS | P     | France Grégory Guilvert     | Allemagne Christopher Haase | France Mike Parisy            |                      | 7          |
| 28  | Belgique Audi Sport Team WRT        | Audi R8 LMS | P     | Suisse Nico Müller          | Allemagne René Rast         | Belgique Laurens Vanthoor     |                      | 3          |
| 74  | Tchéquie I.S.R. Racing              | Audi R8 LMS | P     | Suisse Philippe Giauque     | France Henry Hassid         | France Nicolas Lapierre       | France Franck Perera | 13         |
| 75  | Tchéquie I.S.R. Racing              | Audi R8 LMS | P     | Italie Edoardo Mortara      | Tchéquie Filip Salaquarda   | Philippines Marlon Stöckinger |                      | 9          |

### 24 Heures de Dubaï 2017
Équipage de conduite :
| Nr. | Équipe                              | Véhicule    | Pneus | Pilote                                    | Pilote                                      | Pilote                     | Pilote                      | Pilote                | Classement |
| --- | ----------------------------------- | ----------- | ----- | ----------------------------------------- | ------------------------------------------- | -------------------------- | --------------------------- | --------------------- | ---------- |
| 4   | Belgique Belgian Audi Club WRT      | Audi R8 LMS | H     | Belgique Enzo Ide                         | Angleterre Stuart Leonard                   | Pays-Bas Robin Frijns      | Allemagne Christopher Mies  | Belgique Ruben Maes   | 13         |
| 5   | Belgique Belgian Audi Club WRT      | Audi R8 LMS | H     | Arabie saoudite Mohammed Bin Saud Al Saud | Arabie saoudite Mohammed Bin Faisal Al Saud | Suisse Marcel Fässler      | Pays-Bas Michael Vergers    |                       | 6          |
| 14  | Angleterre Optimum Motorsport       | Audi R8 LMS | H     | Angleterre Joe Osborne                    | Angleterre Flick Haigh                      | Angleterre Ryan Ratcliffe  | Allemagne Christopher Haase |                       | 4          |
| 33  | Allemagne Car Collection Motorsport | Audi R8 LMS | H     | Allemagne Peter Schmidt                   | Allemagne Dimitri Parhofer                  | Espagne Daniel Diaz Varela | Espagne Isaac Tutumlu Lopez | Espagne Toni Forné    | NPC        |
| 34  | Allemagne Car Collection Motorsport | Audi R8 LMS | H     | Allemagne Johannes Kirchhoff              | Allemagne Gustav Edelhoff                   | Allemagne Max Edelhoff     | Allemagne Elmar Grimm       | Allemagne Ingo Vogler | 10         |

### 24 Heures de Daytona 2017
Équipage de conduite :
| Nr. | Équipe                                  | Véhicule    | Pneus | Pilote                         | Pilote                     | Pilote                      | Pilote                    | Classement |
| --- | --------------------------------------- | ----------- | ----- | ------------------------------ | -------------------------- | --------------------------- | ------------------------- | ---------- |
| 23  | États-Unis Alex Job Racing              | Audi R8 LMS | C     | États-Unis Bill Sweedler       | États-Unis Townsend Bell   | États-Unis Frank Montecalvo | Allemagne Pierre Kaffer   | 6          |
| 29  | Allemagne Montaplast by Land-Motorsport | Audi R8 LMS | C     | États-Unis Connor De Phillippi | Allemagne Christopher Mies | France Jules Gounon         | Suisse Jeffrey Schmidt    | 2          |
| 57  | États-Unis Stevenson Motorsports        | Audi R8 LMS | C     | États-Unis Lawson Aschenbach   | États-Unis Andrew Davis    | États-Unis Matt Bell        | Royaume-Uni Robin Liddell | 4          |

### 12 Heures de Bathurst 2017
Équipage de conduite :
| Nr. | Équipe                                 | Véhicule    | Pneus | Pilote                        | Pilote                         | Pilote                      | Classement |
| --- | -------------------------------------- | ----------- | ----- | ----------------------------- | ------------------------------ | --------------------------- | ---------- |
| 3   | Australie Team ASR                     | Audi R8 LMS | P     | Nouvelle-Zélande Daniel Gaunt | Nouvelle-Zélande Matt Halliday | Australie Ash Samadi        | 7          |
| 5   | Australie GT Motorsport                | Audi R8 LMS | P     | Australie Nathan Antunes      | Australie Elliot Barbour       | Australie Greg Taylor       | NPF        |
| 9   | Australie Hallmarc                     | Audi R8 LMS | P     | Australie Marc Cini           | Australie Dean Fiore           | Australie Lee Holdsworth    | 9          |
| 44  | Australie Supabarn                     | Audi R8 LMS | P     | Australie Steve McLaughlin    | Allemagne René Rast            | Australie Garth Tander      | 11         |
| 74  | Australie Melbourne Performance Centre | Audi R8 LMS | P     | Pays-Bas Robin Frijns         | Allemagne Frank Stippler       | Allemagne Markus Winkelhock | NPF        |
| 75  | Australie Melbourne Performance Centre | Audi R8 LMS | P     | Allemagne Christopher Haase   | Allemagne Christopher Mies     | Australie Garth Tander      | 13         |

### 24 Heures du Nürburgring 2017
Équipage de conduite :
| Nr. | Équipe                              | Véhicule    | Pneus | Pilote                              | Pilote                         | Pilote                         | Pilote                         | Classement |
| --- | ----------------------------------- | ----------- | ----- | ----------------------------------- | ------------------------------ | ------------------------------ | ------------------------------ | ---------- |
| 5   | Allemagne Phoenix Racing            | Audi R8 LMS | D     | Allemagne Dennis Busch              | Danemark Nicolay Møller Madsen | Allemagne Mike Rockenfeller    | Allemagne Frank Stippler       | 19         |
| 9   | Belgique Audi Sport Team WRT        | Audi R8 LMS | D     | Suisse Marcel Fässler               | Pays-Bas Robin Frijns          | Suisse Nico Müller             | Allemagne René Rast            | 3          |
| 10  | Belgique Audi Sport Team WRT        | Audi R8 LMS | D     | Suisse Nico Müller                  | Allemagne René Rast            | Allemagne Frank Stippler       | Belgique Frédéric Vervisch     | NPF        |
| 28  | Allemagne Audi Sport Team Land      | Audi R8 LMS | D     | Allemagne Christopher Haase         | Allemagne Pierre Kaffer        | Allemagne Christopher Mies     | États-Unis Connor De Phillippi | NPF        |
| 29  | Allemagne Audi Sport Team Land      | Audi R8 LMS | D     | Afrique du Sud Kelvin van der Linde | Allemagne Christopher Mies     | États-Unis Connor De Phillippi | Allemagne Markus Winkelhock    | 1          |
| 34  | Allemagne Car Collection Motorsport | Audi R8 LMS | D     | Allemagne Peter Schmidt             | Suisse Ronnie Saurenmann       | Italie Lorenzo Rocco           |                                | 27         |

Les Audi d'Audi Sport Team WRT et d'Audi Sport Team Land ont également testé les pneus Michelin lors des essais et des qualifications. Cependant, la décision a été prise le vendredi soir avant la course d'utiliser des pneus Dunlop.

### 24 Heures de Spa-Francorchamps 2017
Équipage de conduite :
| Nr. | Équipe                              | Véhicule    | Pneus | Pilote                      | Pilote                              | Pilote                      | Pilote                    | Classement |
| --- | ----------------------------------- | ----------- | ----- | --------------------------- | ----------------------------------- | --------------------------- | ------------------------- | ---------- |
| 1   | Belgique Audi Sport Team WRT        | Audi R8 LMS | P     | Allemagne René Rast         | Suisse Nico Müller                  | Espagne Antonio García      |                           | 6          |
| 2   | Belgique Audi Sport Team WRT        | Audi R8 LMS | P     | Allemagne Christopher Mies  | États-Unis Connor De Phillippi      | Belgique Frédéric Vervisch  |                           | 5          |
| 3   | Belgique Belgian Audi Club Team WRT | Audi R8 LMS | P     | Autriche Niki Mayr-Melnhof  | Australie Jonathan Venter           | Royaume-Uni Josh Caygill    | Royaume-Uni Richard Lyons | NPF        |
| 5   | Belgique Audi Sport Team WRT        | Audi R8 LMS | P     | Allemagne André Lotterer    | Suisse Marcel Fässler               | Belgique Dries Vanthoor     |                           | 11         |
| 6   | Belgique Belgian Audi Club Team WRT | Audi R8 LMS | P     | France Nathanaël Berthon    | Monaco Stéphane Richelmi            | France Benoît Tréluyer      |                           | NPF        |
| 17  | Belgique Belgian Audi Club Team WRT | Audi R8 LMS | P     | Royaume-Uni Jamie Green     | Royaume-Uni Stuart Leonard          | Royaume-Uni Jake Dennis     |                           | NPF        |
| 25  | France Audi Sport Team Saintéloc    | Audi R8 LMS | P     | France Jules Gounon         | Allemagne Christopher Haase         | Allemagne Markus Winkelhock |                           | 1          |
| 26  | France Saintéloc Racing             | Audi R8 LMS | P     | Belgique Christian Kelders  | France Marc Rostan                  | Belgique Fred Bouvy         |                           | 27         |
| 75  | Tchéquie I.S.R.                     | Audi R8 LMS | P     | Portugal Filipe Albuquerque | Tchéquie Filip Salaquarda           | Autriche Clemens Schmid     |                           | NPF        |
| 76  | Tchéquie Audi Sport Team I.S.R.     | Audi R8 LMS | P     | Allemagne Pierre Kaffer     | Afrique du Sud Kelvin van der Linde | Allemagne Frank Stippler    |                           | 9          |

L'Audi R8 LMS avec le numéro de départ 5 n'est pas une voiture d’équipe d'usine, bien qu'elle ait été nommée sous Audi Sport Team WRT.

### 8 Heures du Mazda Raceway California 2017
Équipage de conduite :
| Nr. | Équipe                              | Véhicule    | Pneus | Pilote                     | Pilote                              | Pilote                         | Classement |
| --- | ----------------------------------- | ----------- | ----- | -------------------------- | ----------------------------------- | ------------------------------ | ---------- |
| 11  | Belgique Belgian Audi Club Team WRT | Audi R8 LMS | P     | Royaume-Uni Stuart Leonard | Pays-Bas Robin Frijns               | Royaume-Uni Jake Dennis        | 6          |
| 29  | Allemagne Audi Sport Team Land      | Audi R8 LMS | P     | Allemagne Christopher Mies | Allemagne Christopher Haase         | États-Unis Connor De Phillippi | 2          |
| 44  | États-Unis Audi Sport Team Magnus   | Audi R8 LMS | P     | Allemagne Pierre Kaffer    | Afrique du Sud Kelvin van der Linde | Allemagne Markus Winkelhock    | 1          |

### 24 Heures du Nürburgring 2018
Équipage de conduite:
| Nr. | Équipe                    | Véhicule    | Pneus | Pilote                      | Pilote                              | Pilote                               | Pilote              | Classement |
| --- | ------------------------- | ----------- | ----- | --------------------------- | ----------------------------------- | ------------------------------------ | ------------------- | ---------- |
| 1   | Allemagne Land Motorsport | Audi R8 LMS |       | Allemagne Christopher Mies  | Afrique du Sud Kelvin van der Linde | Afrique du Sud Sheldon van der Linde | Allemagne René Rast | 6          |
| 3   | Allemagne Team Phoenix    | Audi R8 LMS |       | Allemagne Christopher Haase | Allemagne Frank Stippler            | Belgique Frédéric Vervisch           | Suisse Nico Müller  | 7          |

### 24 Heures du Nürburgring 2019
Équipage de conduite:
| Nr. | Équipe                                   | Véhicule    | Pneus | Pilote                      | Pilote                      | Pilote                     | Pilote                   | Classement |
| --- | ---------------------------------------- | ----------- | ----- | --------------------------- | --------------------------- | -------------------------- | ------------------------ | ---------- |
| 4   | Allemagne Audi Sport Team Phoenix        | Audi R8 LMS |       | Allemagne Pierre Kaffer     | Allemagne Frank Stippler    | Belgique Frédéric Vervisch | Belgique Dries Vanthoor  | 1          |
| 5   | Allemagne Phoenix Racing                 | Audi R8 LMS |       | Pays-Bas Jeroen Bleekemolen | Allemagne Vincent Kolb      | Allemagne Kim-Luis-Schramm | Allemagne Frank Stippler | 7          |
| 14  | Allemagne Audi Sport Team Car Collection | Audi R8 LMS |       | Allemagne Markus Winkelhock | Allemagne Christopher Haase | Suisse Marcel Fässler      | Allemagne René Rast      | 3          |

### 24 Heures du Nürburgring 2020
Équipage de conduite.
| Nr. | Équipe                    | Véhicule    | Pneus | Pilote                  | Pilote                      | Pilote                      | Pilote                              | Classement |
| --- | ------------------------- | ----------- | ----- | ----------------------- | --------------------------- | --------------------------- | ----------------------------------- | ---------- |
| 1   | Allemagne Audi Sport Team | Audi R8 LMS |       | Suisse Nico Müller      | Belgique Dries Vanthoor     | Belgique Frédéric Vervisch  | Allemagne Frank Stippler            | 5          |
| 3   | Allemagne Rowe Racing     | Audi R8 LMS |       | Italie Mirko Bortolotti | Allemagne Christopher Haase | Allemagne Markus Winkelhock |                                     | 2          |
| 29  | Allemagne Audi Sport Team | Audi R8 LMS |       | Italie Mattia Drudi     | Allemagne Christopher Mies  | Allemagne René Rast         | Afrique du Sud Kelvin van der Linde | 6          |

### 24 Heures du Nürburgring 2021
Équipage de conduite:
| Nr. | Équipe                                   | Véhicule    | Pneus | Pilote                      | Pilote             | Pilote                      | Pilote | Classement |
| --- | ---------------------------------------- | ----------- | ----- | --------------------------- | ------------------ | --------------------------- | ------ | ---------- |
| 2   | Allemagne Audi Sport Team Car Collection | Audi R8 LMS |       | Allemagne Christopher Haase | Suisse Nico Müller | Allemagne Markus Winkelhock |        | 5          |

### 24 Heures du Nürburgring 2022
Équipage de conduite:
| Nr. | Équipe                   | Véhicule             | Pneus | Pilote                              | Pilote                  | Pilote                     | Pilote                | Classement |
| --- | ------------------------ | -------------------- | ----- | ----------------------------------- | ----------------------- | -------------------------- | --------------------- | ---------- |
| 1   | Allemagne Phoenix Racing | Audi R8 GT3 LMS Evo2 |       | Afrique du Sud Kelvin van der Linde | Belgique Dries Vanthoor | Belgique Frédéric Vervisch | Pays-Bas Robin Frijns | 1          |

## Équipes utilisant l'Audi R8 LMS

### Équipes d’usine
- Allemagne Mücke Motorsport (VLN Langstreckenmeisterschaft Nürburgring, 24 Heures du Nürburgring)
- Tchéquie Audi Sport Team I.S.R. (24 Heures de Spa, Intercontinental GT Challenge)
- Allemagne Land Motorsport (VLN Langstreckmeisterschaft Nürburgring, 24 Heures du Nürburgring, Intercontinental GT Challenge)
- États-Unis Audi Sport Team Magnus (Intercontinental GT Challenge)
- Australie Audi Sport Team MPC (Intercontinental GT Challenge)
- Allemagne Team Phoenix (VLN Langstreckmeisterschaft Nürburgring, 24 Heures de Spa, 24 Heures du Nürburgring, Intercontinental GT Challenge)
- France Audi Sport Team Saintéloc (24 Heures de Spa, Intercontinental GT Challenge)
- Belgique W Racing Team (VLN Langstreckmeisterschaft Nürburgring, 24 Heures de Spa, 24 Heures du Nürburgring, Intercontinental GT Challenge)

### Équipes clients
- États-Unis Magnus Racing
- États-Unis Stevenson Motorsports
- Belgique W Racing Team
- Allemagne Team Phoenix
- Tchéquie ISR Racing
- Angleterre Optimum Motorsport
- Allemagne Land Motorsport
- Allemagne APR-Motorsport
- Allemagne Car Collection Motorsport
- Allemagne Aust Motorsport
- Allemagne YACO Racing
- États-Unis CRP Racing
- États-Unis Stephen Cameron Racing
- États-Unis M1 GT Racing
- France Saintéloc Racing
- Italie Audi Sport Italia
- Australie Melbourne Performance Centre
- Nouvelle-Zélande International Motorsport
- Allemagne Twin Busch Motorsport
- Australie Jamec Pem Racing
- Australie Superbarn
- Australie Hallmarc
- Australie GT Motorsport Pty Ltd
- Australie Team ASR Pty Ltd
- Allemagne HCB Rutronik Racing
- Allemagne Phoenix Racing Asia
- Japon Hitotsuyama Racing
- Japon Team TAISAN